# Förnekande av underskrift
Förnekande av underskrift är ett brott enligt 15 kap 13 § Brottsbalken.
Förnekar någon sin underskrift på urkund, dömes, om åtgärden innebär fara i bevishänseende, för förnekande av underskrift till böter eller fängelse i högst sex månader eller, om brottet är grovt, till fängelse i högst två år.

## Exempel
- En borgensman som påstått att en annan förfalskat hans namnteckning har dömts för falsk tillvitelse men inte samtidigt för förnekande av underskrift.[2]